# 内倭勒根河
内倭勒根河，位于中华人民共和国黑龙江省西北部，是倭勒根河源流之一，发源于大兴安岭地区新林区翠岗镇东部沙兰山北麓，向东流至呼玛县富林林场后转东北流，于韩家园镇西南与外倭勒根河汇合组成“倭勒根河”。河流全长160千米，河道平均比降1.25‰，流域面1232平方千米。年均径流量3.17亿立方米。流域内人烟稀少，森林覆盖率达90%。